# Surte
Surte – miejscowość (tätort) w Szwecji, w regionie administracyjnym (län) Västra Götaland, w gminie Ale.
Według danych Szwedzkiego Urzędu Statystycznego liczba ludności wyniosła: 6003 (31 grudnia 2015), 6311 (31 grudnia 2018) i 6454 (31 grudnia 2019).